# Adolf Bernhard Meyer
Adolf Bernhard Meyer (Amburgo, 11 ottobre 1840 – Berlino, 5 febbraio 1911) è stato un antropologo, ornitologo ed entomologo tedesco.

## Biografia
Meyer fu un professore del museo antropologico ed etnografico di Dresda. Verso la fine del XIX secolo viaggiò per molto tempo attraverso le Indie Orientali.
Il falcibecco bruno, un uccello scoperto nel 1884, venne classificato col nome scientifico Epimachus meyeri in suo onore. Egli stesso descrisse varie nuove specie di uccelli, tra cui la parotia di Carola (Parotia carolae), l'astrapia di Stephanie (Astrapia stephaniae), il beccafiore capirosso (Dicaeum geelvinkianum) e il takahe (Porphyrio hochstetteri).
Oltre agli uccelli rivolse il proprio interesse anche ai primati. Classificò come Tarsius sangirensis il tarsio di Sangihe, un piccolo primate scoperto in Indonesia nel 1897.
Le collezioni di uccelli, coleotteri e farfalle raccolte da Meyer a Celebes e in Nuova Guinea sono conservate allo Staatliches Museum für Tierkunde di Dresda.

## Opere
- Abbildungen von Vogelskeletten (1879-95)
- Publikationen des königlichenethnographischen Museums zu Dresden (1881-1903)
- Album von Philippinentypen (1885-1904)
- The Birds of Celebes (1885)
- The Distribution of Negritos (1899)
- Studies of the Museum (of Natural History) and kindred Institutions of New York, etc. (1905)
- Amerikanische Bibliotheken und ihre Bestrebungen (1906)
- Römerstadt Agunt (1908)

| A.B.Meyer è l'abbreviazione standard utilizzata per le specie animali descritte da Adolf Bernhard Meyer. Categoria:Taxa classificati da Adolf Bernhard Meyer |